# Messenger (rymdsond)
För andra betydelser, se Messenger (olika betydelser).
Messenger, en akronym för Mercury Surface, Space Environment, Geochemistry and Ranging, var ett NASA-projekt i Discovery-programmet bestående av en rymdsond vars syfte var att utforska planeten Merkurius yta och svaga magnetfält. När Messenger nådde Merkurius i mars 2011 var det första gången en rymdfarkost gick i omloppsbana runt Merkurius. Den första gången Merkurius fick besök av rymdsonder var då Mariner 10 flög förbi tre gånger 1974–1975 men bara lyckades ta bilder av 45 % av ytan. Efter flera lyckade uppdrag kraschades Messenger planenligt mot Merkurius yta den 30 april 2015.

## Historia

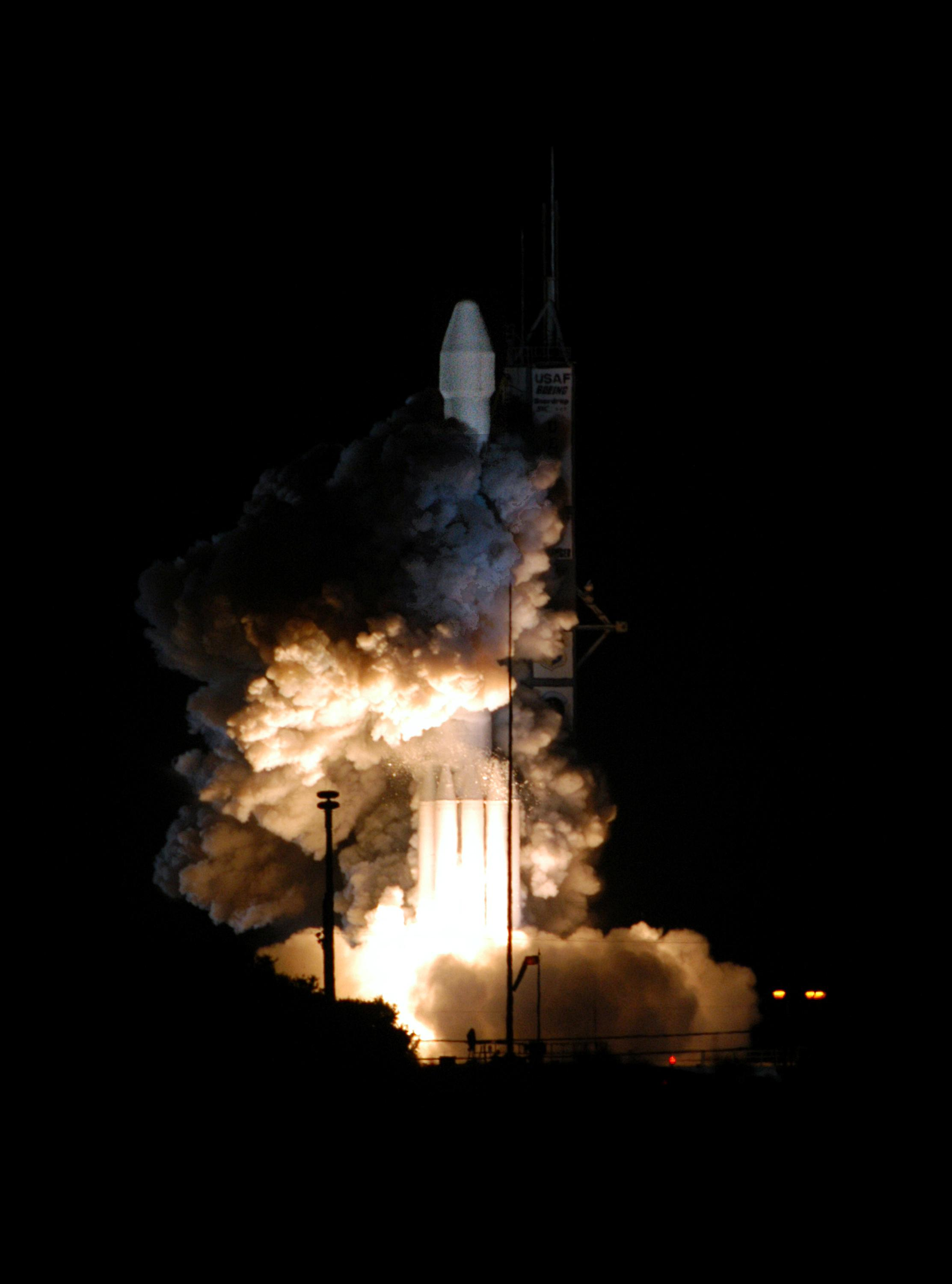
MESSENGER skjuts upp

Messenger var från början planerad att skjutas upp under ett 12-dagars fönster som öppnades den 11 maj 2004, men den 26 mars 2004 meddelade Nasa att fönstret skjutits framåt till den 30 juli och förlängts med fjorton dagar. Denna markanta ändring gjorde att ankomsten till Merkurius fördröjdes med två år.  Den ursprungliga planen innebar att sonden skulle göra tre förbiflygningar av Venus, för att sedan lägga sig i bana runt Merkurius 2009. Den nya planen innehöll en förbiflygning av jorden, två av Venus och tre av Merkurius innan Messenger skulle gå in i omloppsbana runt Merkurius.
Messenger gick in i omloppsbana runt Merkurius den 18 mars 2011.

## Resan till Merkurius

### Uppskjutning
Messenger sköts upp med en Delta II-raket från Cape Canaveral AFS den 3 augusti 2004 klockan 02.15.56 EDT. En timme senare bekräftade Nasa att sonden framgångsrikt hade separerat från det tredje steget.
Orsaken till de sex planetpassagerna är att sonden skickas in mot solen och kommer då att utsättas för kraftig acceleration (potentiell energi omvandlas till kinetisk). Genom planetpassagerna kommer sonden att decelereras, så hastigheten är låg nog till att bromsraketen kan bromsa in Messenger i omloppsbana runt Merkurius vid fjärde passagen. Utan planetpassagerna skulle det krävas betydligt mer raketbränsle.

### Förbiflygning av jorden
På sin resa till Merkurius flög Messenger förbi jorden den 2 augusti 2005, med en närmsta passage vid 19:13 UTC på en höjd av 2 347 km över de centrala delarna av Mongoliet. Den 12 december 2005 tändes dess raketmotorer i 524 sekunder för att justera banan inför den följande passagen av Venus.
Under förbiflygningen fotograferade Messenger jorden och månen och använde sina atmosfäriska och ytinstrument för att observera månen. Partikel- och magnetfältsinstrumenten undersökte jordens magnetosfär.

### Förbiflygningarna av Venus

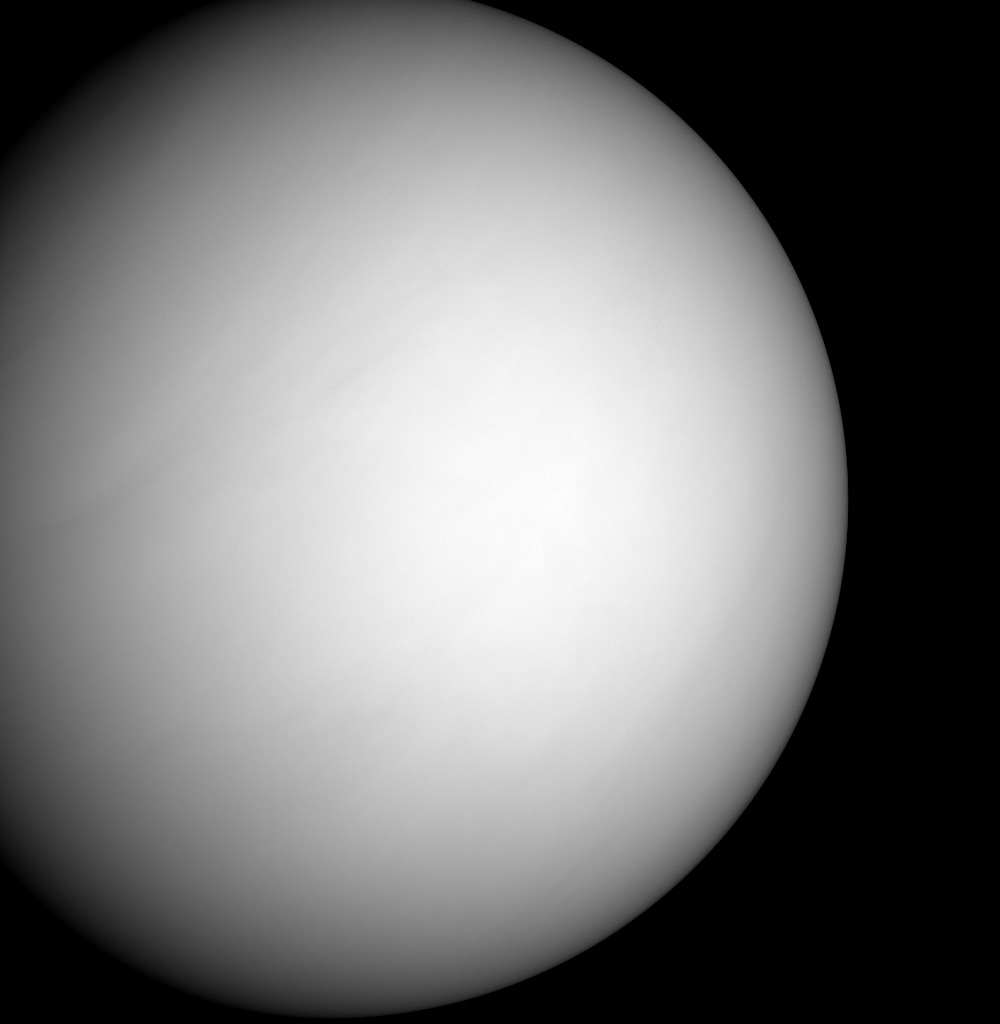
Venus vid den andra passagen

Messenger gjorde sin första förbiflygning av Venus 08:34 UTC den 24 oktober 2006, på en höjd av 2 992 km. Den andra förbiflygningen inträffade den 5 juni 2007, då Messenger passerade 338 km ovanför atmosfären. Båda gångerna passerade den över Venus dagsida.

### Merkurius

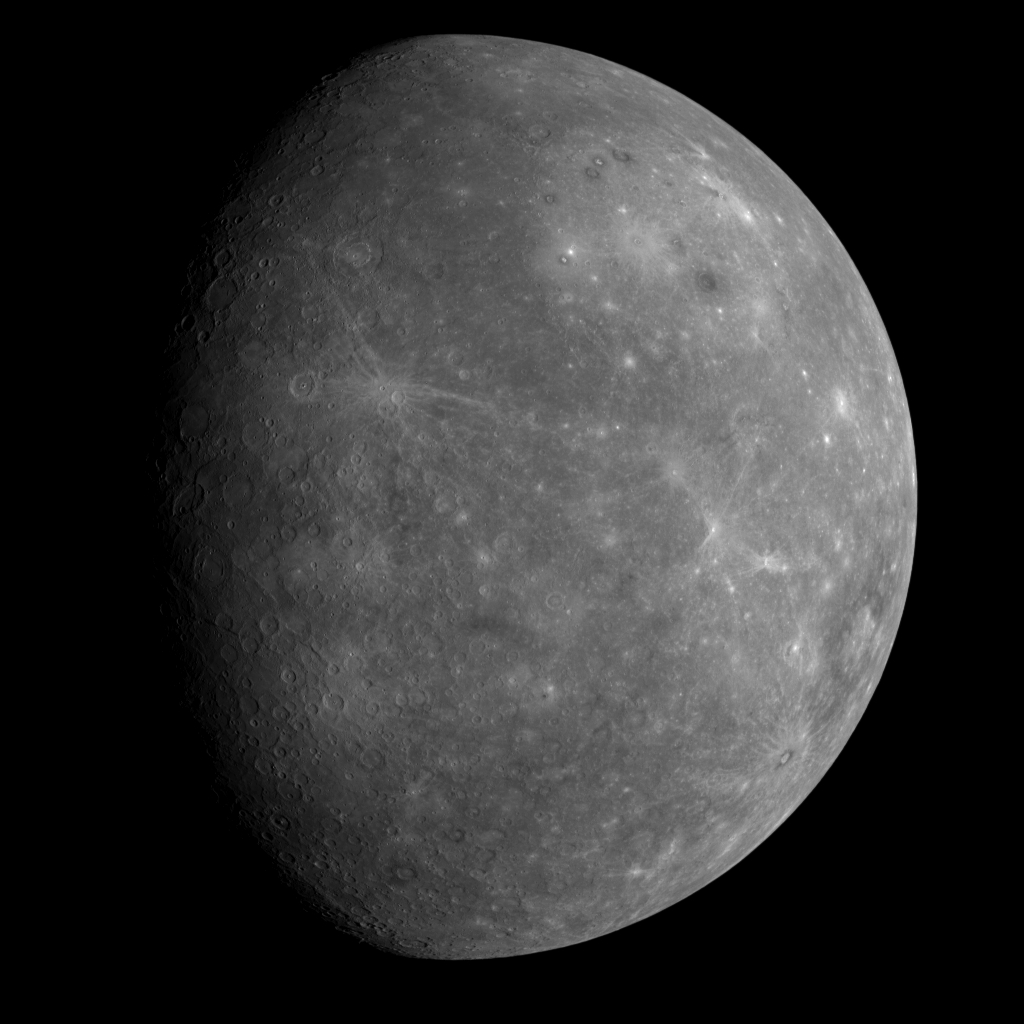
Den första bilden av Merkurius osedda sida

Efter Venuspassagerna styrdes farkosten mot planeten Merkurius, som flögs förbi första gången den 14 januari 2008 klockan 19:04:39 UTC på 200 kms höjd, andra gången den 6 oktober 2008 och tredje gången den 29 september 2009. Dessa passager möjliggjorde de första närstudierna av Merkurius på över 30 år. Vid alla tre förbiflygningarna tog farkosten bilder av områden som inte kunde ses från Mariner 10.
Dessa tidiga observationer var ovärderliga vid planeringen av Messenger-sondens årslånga uppdrag i omloppsbana runt Merkurius. Den 18 mars 2011 gick Messenger in i sin omloppsbana. Banan var starkt elliptisk, och under de år Messenger kretsade runt Merkurius gick sonden från närmaste punkten 200 km från ytan till mest avlägsna punkten 15 000 km var tolfte timme.
Den 6 mars 2013 hade Messenger tagit bilder av 100 procent av planetens yta.
Ett av Messenger-sondens huvuduppdrag var att leta efter vattenis vid polerna, som man trodde sig ha observerat från jorden med hjälp av radar, och sonden fann fruset vatten vid planetens nordpol.